# Nesodden
Nesodden ist eine Kommune in Akershus (Norwegen) und hat 20.698 Einwohner (Stand 1. Januar 2025). Verwaltungssitz ist der Ort Varden. Die Bewohner der Gemeinde werden Nesodding genannt.

## Geographie
Nesodden liegt auf der gleichnamigen Halbinsel, begrenzt durch den Oslofjord auf der Westseite und dem Bunnefjord auf der Ostseite, etwa sieben Kilometer südlich von Oslo. Des Weiteren gehören kleinere Inseln wie Steilene, Ildjernet und Langøyene zum Kommunengebiet. Während das Land an der Küste steil abfällt, ist das Terrain im Inneren der Halbinsel eher hügelig. Höchster Punkt der Kommune ist der Toåsen mit 215 moh.
Von 1995 auf 2005 stieg die Bevölkerungszahl um 16 Prozent an. Die Gegend im Norden und im Westen der Kommune ist am dichtesten besiedelt, weitere Ansiedlungen liegen mit Torvik im Osten sowie mit Fagerstrand im Süden.
Über eine Personen-Fährverbindung, auf der Fähren des Typs MM49PE verkehren, ist Nesodden mit der gut 5 km entfernten Innenstadt von Oslo verbunden. Die Entfernung auf dem Landweg nach Oslo beträgt dagegen etwa 47 Straßenkilometer.

## Geschichte
In der Kommune befindet sich die Nesodden kirke, eine romanische Steinkirche aus dem zwölften Jahrhundert. Sie ist als Kulturdenkmal geschützt.

## Wirtschaft
Über die Hälfte der Einwohner Nesoddens arbeitet außerhalb der Gemeindegrenzen, davon der Großteil in der norwegischen Hauptstadt Oslo. Das Krankenhaus Sunnaas sykehus ist nach der Nesodden Kommune der zweitgrößte Betrieb und bietet Rehabilitierungsmaßnahmen für schwer verletzte Patienten. Sowohl die industrielle wie auch die landwirtschaftliche Produktion ist in der Kommune kaum ausgeprägt.

## Wappen
Das seit 1986 offizielle Wappen von Nesodden zeigt eine silberne Spitze auf blauem Hintergrund. Es soll die Halbinsel zwischen den beiden Fjorden darstellen.

## Söhne und Töchter der Stadt
- Stein Endresen (* 1959), Springreiter
- Helene Rask (* 1980), Model
- Alexander Rybak (* 1986), Sänger
- Filip Fjeld Andersen (* 1999), Biathlet